# 卢富热尔
卢富热尔（法語：Loupfougères，法語發音：[lufuʒɛʁ]）是法国马耶讷省的一个市镇，属于马耶讷区。

## 地理
卢富热尔（48°20'18"N, 0°20'56"W）面积18.76 平方千米，位于法国卢瓦尔河地区大区马耶讷省，该省份为法国西北部内陆省份，北起芒什省和奧恩省，西接伊勒-维莱讷省，南至曼恩-卢瓦尔省，东临萨尔特省。
与卢富热尔接壤的市镇（或旧市镇、城区）包括：勒阿姆、尚热内特、阿尔当日、维莱讷拉瑞埃勒。

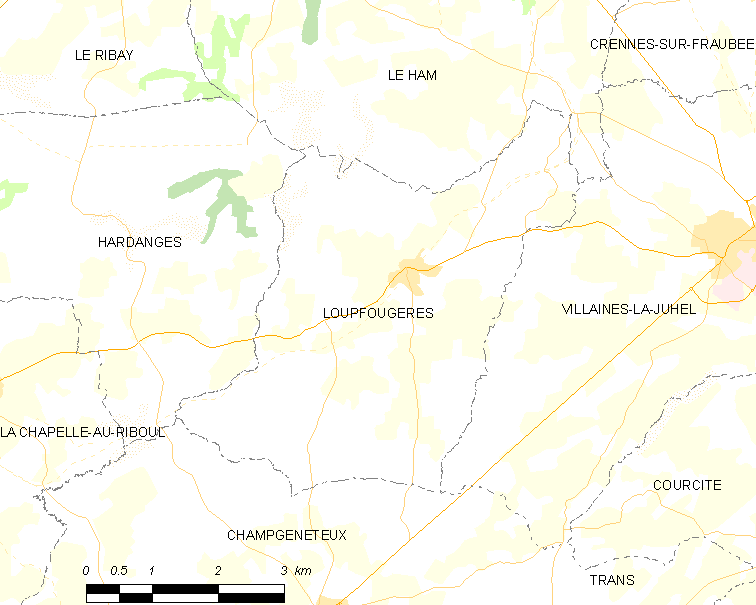
卢富热尔的OSM定位图

卢富热尔的时区为UTC+01:00、UTC+02:00（夏令时）。

## 行政
卢富热尔的邮政编码为53700，INSEE市镇编码为53139。

## 政治
卢富热尔所属的省级选区为维莱讷拉瑞埃勒县。

## 人口

1962-2008年间卢富热尔人口变化图示

卢富热尔于2022年1月1日时的人口数量为410人。